# 239 Адрастея
239 Адрастея (лат. Adrastea) — мала планета (астероїд) з Головного поясу Сонячної системі. Відкрита 18 серпня 1884 року астрономом Йоганном Паліза. Абсолютна зоряна величина 10,3m. Велика піввісь орбіти 2,971 а.е. Ексцентриситет 0,232, нахил орбіти 6,1598. Період обертання 5,122 років, середній рух за добу — 0,1924°.
Названа на честь Адрастеї — богині в грецькій міфології фригійського походження, яка ототожнювалася спочатку з Великою матір'ю богів, яка виховала Зевса (Кібелою, Реєю тощо), а пізніше — з Немезидою, богинею помсти.